# Majia Maneza
Majia Sałacharowna Maneza (ros. Майя Салахаровна Манеза; ur. 1 listopada 1985 w Tokmoku) – kazachska sztangistka, trzykrotna medalistka mistrzostw świata.

## Kariera
Startowała w wadze średniej (do 63 kg). Największym jej sukcesem był złoty medal igrzysk olimpijskich w Londynie (2012), kiedy to ustanowiła nowy rekord olimpijski w dwuboju (245 kg), jednak w 2015 roku medal i rekord zostały jej odebrane za stosowanie dopingu. 
W 2009 roku zdobyła złoto podczas mistrzostw świata w Goyang. Po rwaniu była dopiero szósta z wynikiem 105 kg, zaliczonym w trzecim podejściu. W podrzucie okazała się jednak bezkonkurencyjna. Podniosła 141 kg, co było wynikiem o zaledwie jeden kilogram gorszym od rekordu świata. Wprawdzie Rosjanka Swietłana Carukajewa uzyskała w dwuboju również 246 kg, ale to zawodniczka z Kazachstanu była lżejsza i zdobyła złoto. Wynik ten powtórzyła na mistrzostwach świata w Antalyi rok później, gdzie pobiła rekord świata w podrzucie wynikiem 143 kg, a w dwuboju osiągnęła 248 kg. Ponadto zdobyła srebrny medal na mistrzostwach świata w Paryżu w 2011 roku.
Dorobek medalowy Kazaszki uzupełnia wywalczony w 2010 roku złoty medal igrzysk azjatyckich.

## Osiągnięcia
| Rok  | Zawody             | Miasto  | Miejsce | Kategoria | Wynik  |
| ---- | ------------------ | ------- | ------- | --------- | ------ |
| 2009 | Mistrzostwa świata | Koyang  | 1       | do 63 kg  | 246 kg |
| 2010 | Mistrzostwa świata | Antalya | 1       | do 63 kg  | 248 kg |
| 2011 | Mistrzostwa świata | Paryż   | 2       | do 63 kg  | 248 kg |